# آیسلیپ ترس (نیویورک)
آیسلیپ ترس (به انگلیسی: Islip Terrace) یک منطقهٔ مسکونی در ایالات متحده آمریکا است که در شهرستان سافک، نیویورک واقع شده‌است. آیسلیپ ترس ۳٫۵ کیلومتر مربع مساحت و ۵٬۳۸۹ نفر جمعیت دارد و ۷ متر بالاتر از سطح دریا واقع شده‌است.